# 王一鸣 (演员)
王一鸣（2002年9月29日—），男，出生于河南安阳，中國演員。作品有《筑梦情缘》《灵域》等。

## 生平
王一鸣10岁起开始学习舞蹈，2017年即以凭借主要的舞台剧《戏•梦》获得第十五届北京舞蹈大赛专业少年组表演一等奖。